# Coelogyne echinolabium
Coelogyne echinolabium är en orkidéart som beskrevs av De Vogel. Coelogyne echinolabium ingår i släktet Coelogyne, och familjen orkidéer. Inga underarter finns listade i Catalogue of Life.